# شهرستان والورس (ویسکانسین)
شهرستان والورس، ویسکانسین (به انگلیسی: Walworth County, Wisconsin) یک سکونتگاه مسکونی در ایالات متحده آمریکا است که در ویسکانسین واقع شده‌است.

## خصوصیات
شهرستان والورس ۱٬۴۹۴٫۴۳ کیلومترمربع مساحت دارد.